# Střelba v Kapitolu Spojených států amerických 1954
Střelba v Kapitolu Spojených států amerických 1954 byl teroristický útok provedený 1. března 1954 skupinou portorických nacionalistů, kteří chtěli dosáhnout plné nezávislosti Portorika, které je tzv. nezačleněným územím Spojených států. Útočníci použili poloautomatické zbraně a vystříleli třicet zásobníků z návštěvnické galerie Sněmovny reprezentantů v budově Kapitolu Spojených států. 
Nacionalisté, později identifikovaní jako Lolita Lebrón, Rafael Cancel Miranda, Andres Figueroa Cordero a Irvin Flores Rodríguez vyvěsili portorickou vlajku a začali střílet na členy Kongresu, kteří projednávali imigrační zákon. Pět kongresmanů bylo zraněno, jeden vážně, ale všichni se ze zranění zotavili. Pachatelé byli zatčeni, souzeni a odsouzeni jedním z federálních soudů USA k vysokým trestům odnětí svobody. V letech 1978 a 1979 prezident Jimmy Carter jejich tresty snížil. Všichni čtyři se posléze vrátili do Portorika.